# Liste des circonscriptions législatives des Pyrénées-Atlantiques
Le département français des Pyrénées-Atlantiques  est, sous la Cinquième République, constitué de quatre circonscriptions législatives de 1958 à 1986, puis de six circonscriptions depuis le redécoupage de 1986, ce nombre étant maintenu lors du redécoupage de 2010, entré en application à compter des élections législatives de 2012.

## Présentation
Par ordonnance du 13 octobre 1958 relative à l'élection des députés à l'Assemblée nationale, le département des Pyrénées-Atlantiques est d'abord constitué de quatre circonscriptions électorales. 
Lors des élections législatives de 1986 qui se sont déroulées selon un mode de scrutin proportionnel à un seul tour par listes départementales, le nombre de sièges des Pyrénées-Atlantiques a été porté de quatre à six.
Le retour à un mode de scrutin uninominal majoritaire à deux tours en vue des élections législatives suivantes, a maintenu ce nombre de six sièges,, selon un nouveau découpage électoral.
Le redécoupage des circonscriptions législatives réalisé en 2010 et entrant en application à compter des élections législatives de juin 2012, n'a modifié ni le nombre ni la répartition des circonscriptions des Pyrénées-Atlantiques.

## Composition des circonscriptions

### Composition des circonscriptions de 1958 à 1986
À compter de 1958, le département des Pyrénées-Atlantiques comprend quatre circonscriptions regroupant les cantons suivants :
- 1re circonscription : Garlin, Lembeye, Lescar, Montaner, Morlaàs, Nay-Est, Nay-Ouest, Pau-Est, Pau-Ouest, Pontacq, Thèze.
- 2e circonscription : Accous, Aramits, Arthez-de-Béarn, Arudy, Arzacq-Arraziguet, Lagor, Laruns, Lasseube, Monein,  Navarrenx, Oloron-Sainte-Marie-Est, Oloron-Sainte-Marie-Ouest, Orthez, Salies-de-Béarn, Sauveterre-de-Béarn.
- 3e circonscription : Bidache, Espelette, Hasparren, Iholdy, La Bastide-Clairence, Mauléon-Licharre, Saint-Étienne-de-Baïgorry, Saint-Jean-Pied-de-Port, Saint-Palais, Tardets-Sorholus.
- 4e circonscription :  Bayonne-Nord-Est, Bayonne-Nord-Ouest, Biarritz, Saint-Jean-de-Luz, Ustaritz.

### Composition des circonscriptions depuis 1988

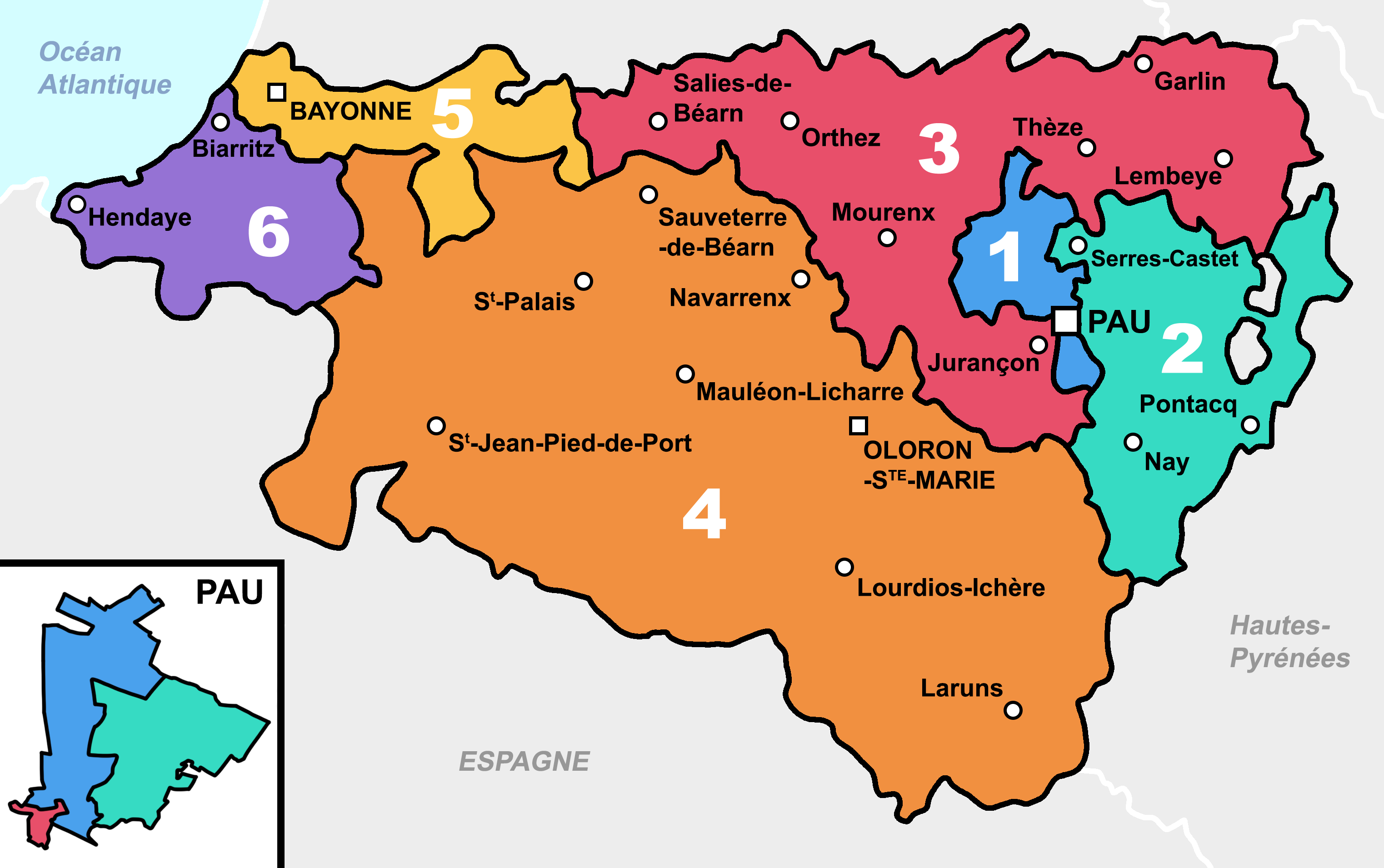
Différentes circonscriptions législatives des Pyrénées-Atlantiques depuis 1988

À compter du découpage de 1986, le département des Pyrénées-Atlantiques comprend six circonscriptions regroupant les cantons suivants :
- 1re circonscription : Billère, Lescar, Pau-Centre, Pau-Nord, Pau-Ouest.
- 2e circonscription : Montaner, Morlaàs, Nay-Bourdettes-Est, Nay-Bourdettes-Ouest, Pau-Est, Pau-Sud, Pontacq.
- 3e circonscription : Arthez-de-Béarn, Arzacq-Arraziguet, Garlin, Jurançon, Lagor, Lasseube, Lembeye, Monein, Orthez, Salies-de-Béarn, Thèze.
- 4e circonscription : Accous, Aramits, Arudy, Hasparren, Iholdy, Laruns, Mauléon-Licharre, Navarrenx, Oloron-Sainte-Marie-Est, Oloron-Sainte-Marie-Ouest, Saint-Étienne-de-Baïgorry, Saint-Jean-Pied-de-Port, Saint-Palais, Sauveterre-de-Béarn, Tardets-Sorholus.
- 5e circonscription : Anglet-Nord, Anglet-Sud, Bayonne-Est, Bayonne-Nord, Bayonne-Ouest, Bidache, La Bastide-Clairence, Saint-Pierre-d'Irube.
- 6e circonscription : Biarritz-Est, Biarritz-Ouest, Espelette, Hendaye, Saint-Jean-de-Luz, Ustaritz.